# Theodore Roosevelt’s arrival in Africa

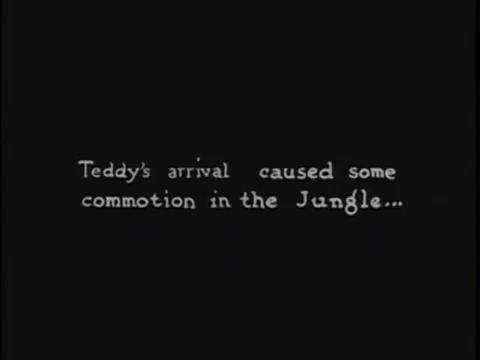
Texttafel am Beginn

Theodore Roosevelt’s arrival in Africa oder TR’s arrival in Africa ist ein US-amerikanischer Animationsfilm aus der Zeit zwischen 1909 und 1913. Der etwa 23 Sekunden lange Film karikiert den ehemaligen US-Präsidenten Theodore Roosevelt anlässlich seiner Afrika-Expedition von 1909 bis 1910.

## Beschreibung
Die Animation beginnt mit einer Texttafel mit dem zweizeiligen Schriftzug Teddy’s arrival caused some / commotion in the Jungle... (deutsch: Teddys Ankunft sorgte im Dschungel für ein wenig Aufregung). Es folgt die Darstellung eines freistehenden Baums in der hügeligen afrikanischen Savanne, der die linke Bildhälfte einnimmt. Auf den Baum hat sich eine Anzahl von Tieren geflüchtet, darunter je ein Elefant, Löwe, Flusspferd, Zebra, afrikanischer Büffel, eine Giraffe, eine Antilope, eine Hyäne und ein Affe. In der Bildmitte hockt ein weiterer Affe und schaut, wie die Tiere auf dem Baum, nach rechts. Der Affe beginnt heftig mit seinem langen Schwanz zu wedeln und hüpft aufgeregt und mit zur Begrüßung erhobenen Armen auf und ab. Seine offensichtliche Freude über einem herannahenden Besucher weicht bald dem Entsetzen, als er den Gast erkennt. Der Affe schlägt die Hände über dem Kopf zusammen und erklimmt ebenfalls den Baum. Von rechts nähert sich ein Mann, der mit seinem breiten Grinsen, einem Tropenhelm und einem Jagdgewehr als Karikatur Roosevelts zu erkennen ist.

## Hintergrund
Der wenige Wochen zuvor aus dem Amt geschiedene ehemalige US-Präsident Theodore Roosevelt reiste am 23. März 1909 vom New Yorker Hafen in Richtung Mombasa in Britisch-Ostafrika. Dort leitete er die Smithsonian-Roosevelt African Expedition, die das neu gegründete Smithsonian Museum mit einem angemessenen Sammlungsbestand ostafrikanischer Tiere ausstatten sollte. Die Karikaturisten der Vereinigten Staaten hatten seit Jahrzehnten Roosevelts politische Karriere begleitet und immer wieder seine Jagdleidenschaft zum Thema gemacht. Seine Afrikareise war bereits Mitte 1908, unmittelbar nach dem Bekanntwerden der Pläne, in Cartoons aufgegriffen worden.
Die Interaktion Roosevelts mit dem afrikanischen Wild und dessen Furcht vor dem Besucher zur Abreise und die Erleichterung bei Roosevelts Rückreise waren beliebte Motive der Karikaturisten:

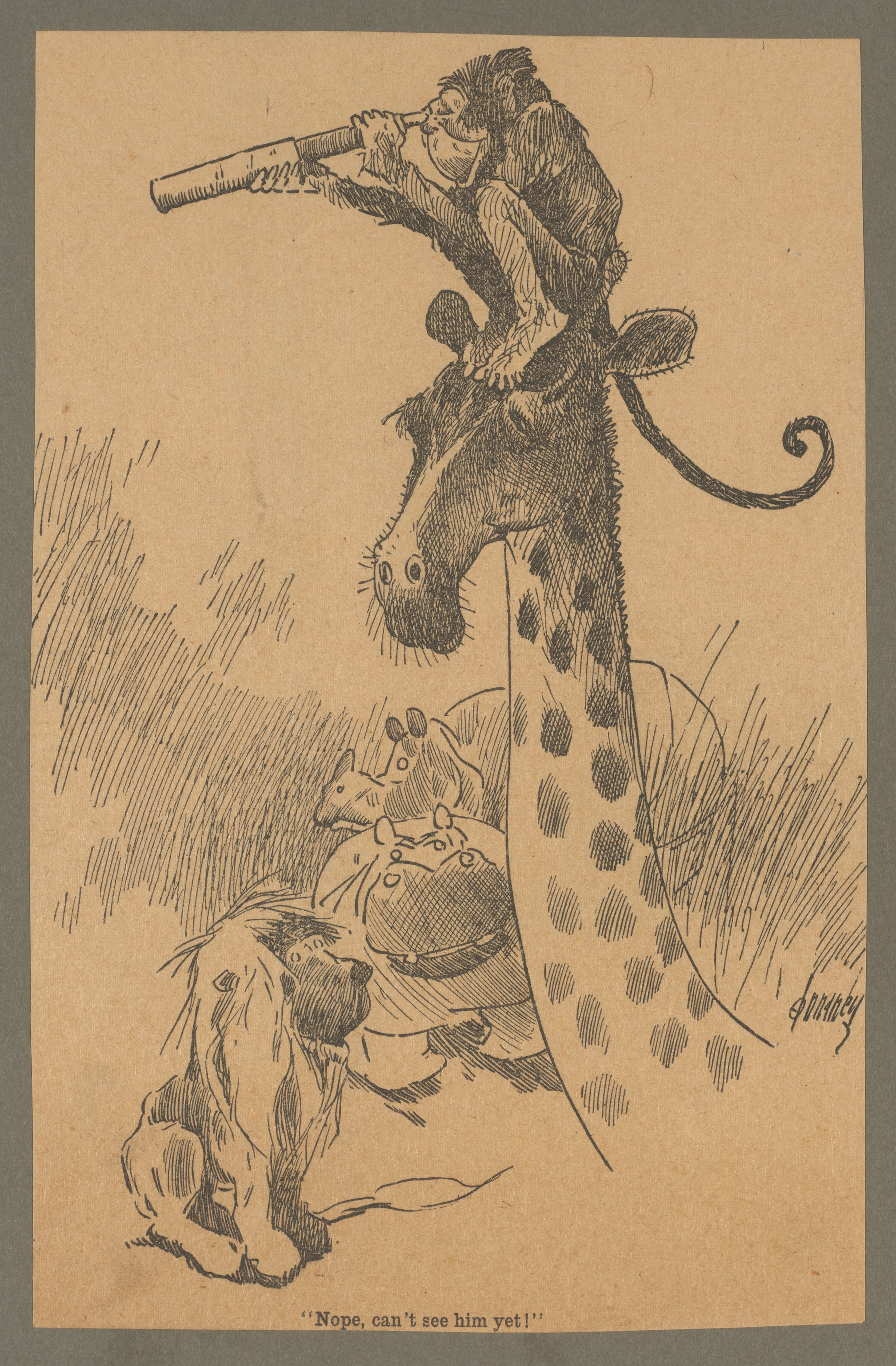
Nope, can’t see him yet! – Nö, kann ihn nicht sehen!
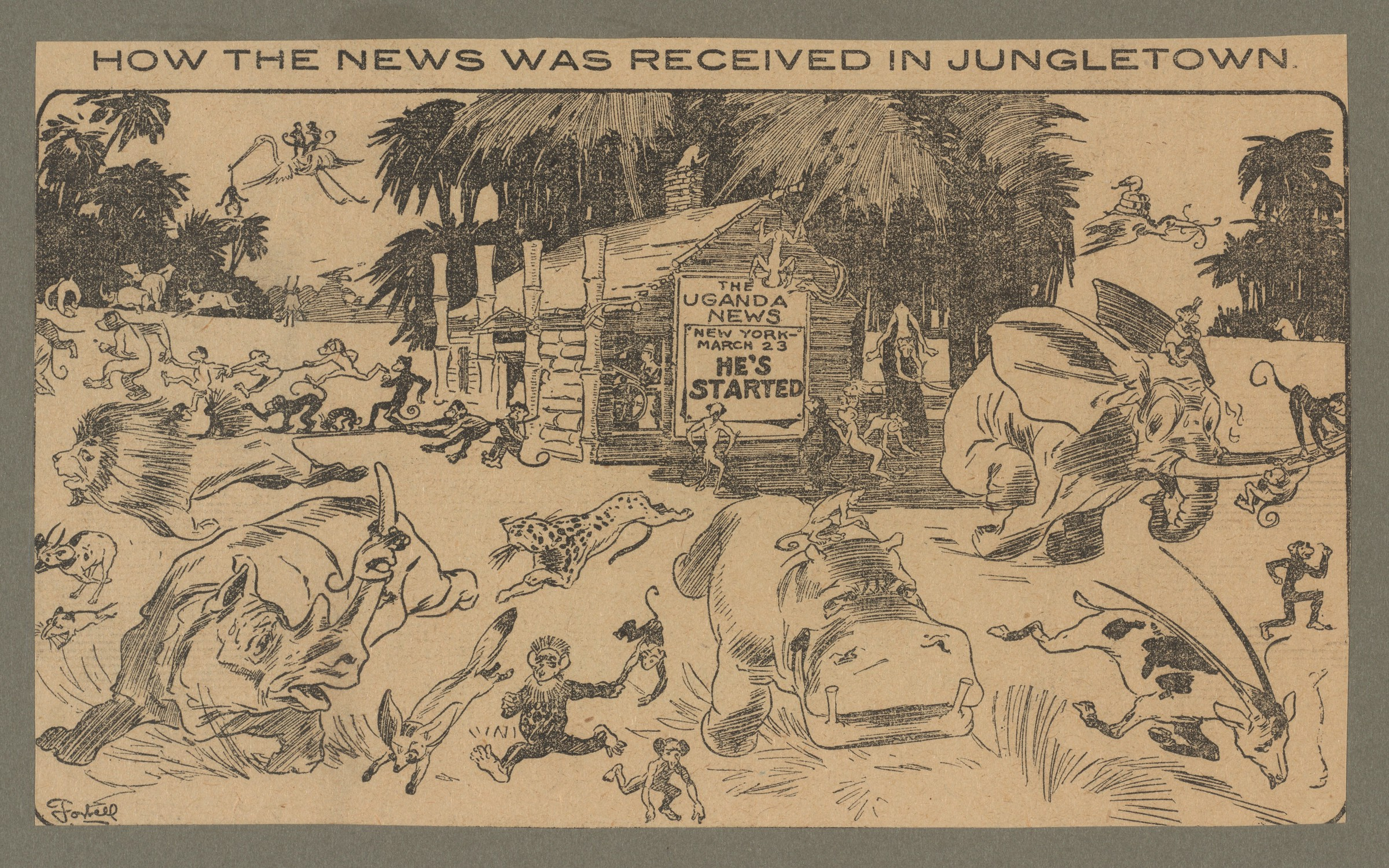
How the News Was Received in Jungletown – Wie die Nachricht in Jungletown aufgenommen wurde
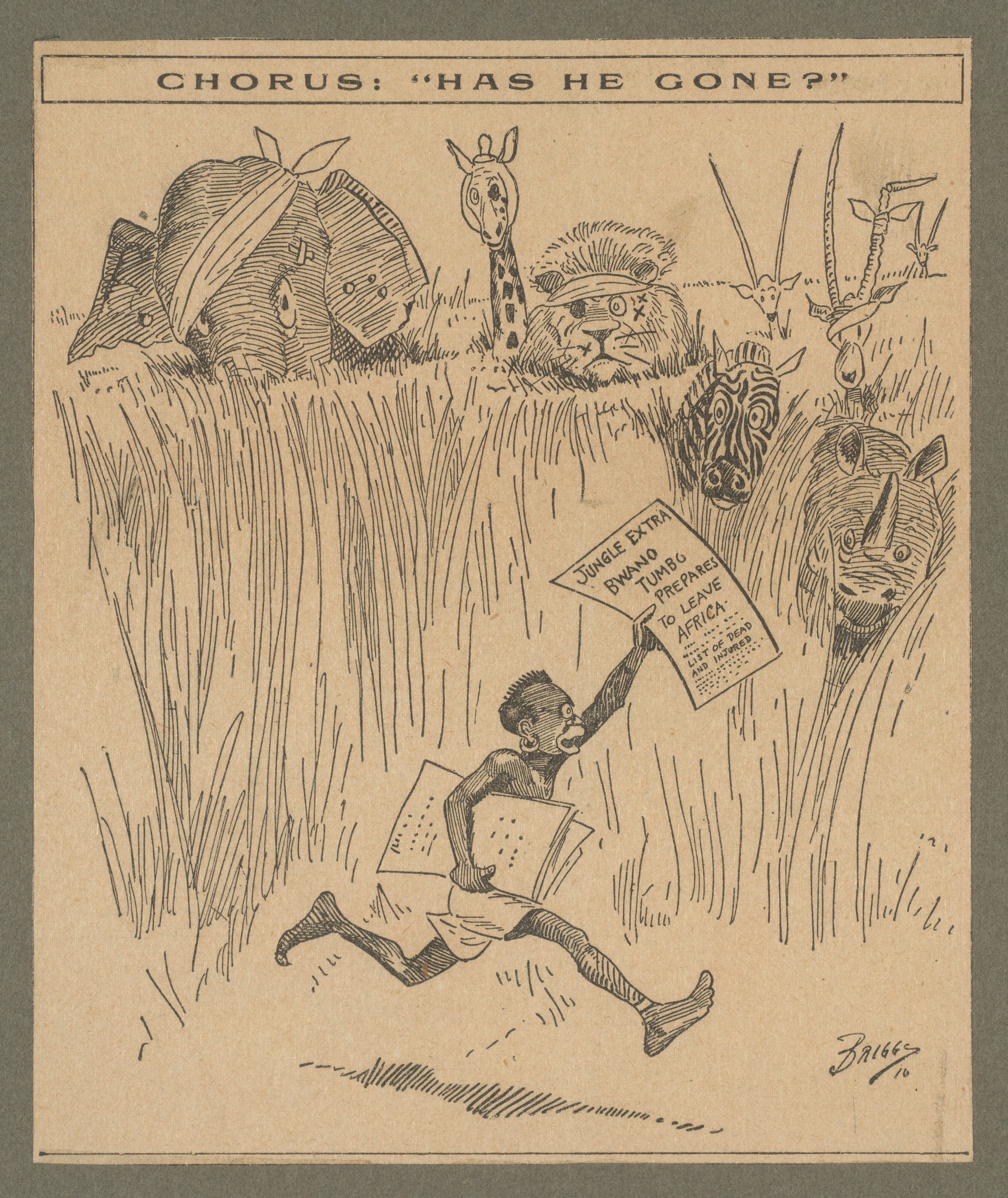
Chorus: Has He Gone? – Chor: Ist er weg?

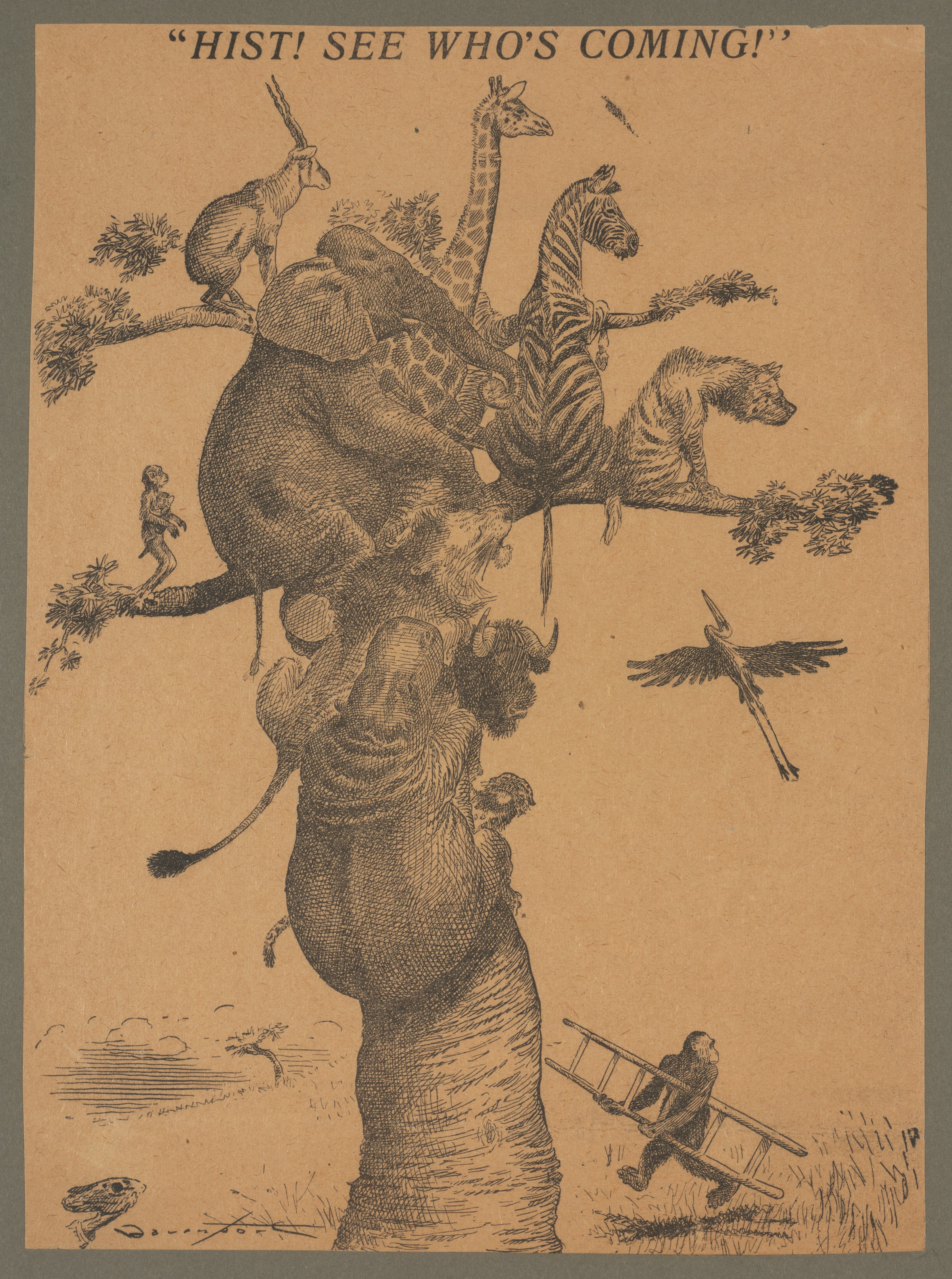
Homer Davenport: The Frightened Animals. Hist! See Who’s Coming.

Homer Davenport war ein bekannter Zeichner, der schon für Theodore Roosevelts Kampagne zur Präsidentschaftswahl 1904 gearbeitet hatte. Am Tag der Abreise Roosevelts nach Afrika erschien dazu in der New York Evening Mail eine Karikatur Davenports. Sie zeigt in der linken Bildhälfte den Baum mit den Tieren, der bis in Details dem Animationsfilm entspricht. Größere Abweichungen sind der fehlende hügelige Hintergrund, ein rechts neben dem Baum auffliegender großer Vogel und der von rechts mit einer Leiter herankommende Affe, den Kopf nach hinten gewandt. Das Bild ist in verschiedenen Ausgaben unterschiedlich beschriftet, mit „The Frightened Animals“, „Hist! See Who’s Coming“ oder beidem.

## Produktionsnotizen
Die Übereinstimmung von Karikatur und Film lassen keinen Zweifel daran, dass der Film Davenports Karikatur nachempfunden ist. Da Verletzungen des Urheberrechts insbesondere in der Filmbranche zum Alltag gehörten ist zweifelhaft, dass Davenport an der Animation beteiligt war. In den zeitgenössischen Branchenzeitschriften der Filmindustrie hat der Film keine Spuren hinterlassen, er ist wahrscheinlich nicht öffentlich aufgeführt worden. Weder die an der Produktion beteiligten Personen oder Unternehmen, noch das Entstehungsjahr sind bekannt. Der frühestmögliche Zeitpunkt liegt im März 1909, als Roosevelt abreiste und Davenport seinen Cartoon veröffentlichte.

## Archivierung
Der Animationsfilm ist mehrfach in der Library of Congress erhalten: auf 35-mm-Film eine Masterkopie als Positiv, zwei Aufführungskopien und ein Negativ, alle mit einer Länge von 33 Fuß. Hinzu kommen auf 16-mm-Film eine Vorführkopie und ein Negativ von elf Fuß und eine Arbeitskopie von 33 Fuß Länge. Den Unterlagen der Library of Congress zufolge waren zwei Kopien zunächst im Besitz der Roosevelt Memorial Association. Dort waren sie mit den Nummern RMA 321-04-02 und RMA 321-04-03 archiviert worden. Die Library of Congress gibt an, dass der National Park Service, der in den Vereinigten Staaten auch für Gedenkstätten wie das Geburtshaus Roosevelts zuständig ist, das Material von der Roosevelt Memorial Association erhalten hat. Vom National Park Service müssen die Filme an das Landwirtschaftsministerium der Vereinigten Staaten gelangt sein, das sie im Mai 1968 an die Library of Congress weitergab.
Die Roosevelt Memorial Association wurde 1919 gegründet und sammelte Manuskripte, Tagebücher, Korrespondenz und andere Objekte, die in Verbindung zu Theodore Roosevelts privatem und öffentlichem Leben stehen. 1923 eröffnete die RMA eine Forschungsbibliothek in Roosevelts Geburtshaus, das von der ebenfalls 1919 gegründeten Women’s Roosevelt Memorial Association rekonstruiert worden war. Beide Vereinigungen fusionierten später zur Theodore Roosevelt Association. 1924 wurde die Roosevelt Motion Picture Library für Filmmaterial mit Bezug zu Roosevelt gegründet. Der Filmbestand wurde von zahlreichen Personen und Unternehmen der Filmbranche und von Privatpersonen gespendet oder angekauft. Die Theodore Roosevelt Collection – ohne die Filmsammlung – wurde 1943 der Harvard University geschenkt. Die Roosevelt Motion Picture Library mit 381 Filmtiteln wurde 1962 der Library of Congress übertragen. Diese Einrichtung war nach Auffassung der Theodore Roosevelt Association am besten dazu in der Lage, fachgerechte Lagerung, Restaurierungen und die Verfügbarkeit für die Forschung zu gewährleisten.